# 杜埃维莱
杜埃维莱（義大利語：Dueville），是意大利威尼托大区维琴察省的一个市镇。总面积20平方公里，人口14041人，人口密度702.1人/平方公里（2009年）。国家统计（ISTAT）代码为024038。

## 友好城市
- 西班牙卡拉泰乌德 1989年
- 德国绍恩多夫 1998年
- 法國蒂勒 2008年